# Tachychlora baeogonia
Tachychlora baeogonia es un género de polillas coloridas en la familia Geometridae. Fue erigido por el entomólogo británico Louis Beethoven Prout en 1932, con distribución en Colombia. El holotipo de la especie fue descrita en las orillas del río Guainía a una altitud de 800 metros (2624,7 pies) sobre el nivel del mar.